# خورشیدفرشته گلوآتشین
خورشیدفرشتهٔ گلوآتشی یا خورشیدفرشتهٔ کوچک (نام علمی: Heriangelus micraster) یک گونه از مگس‌مرغان است و در اکوادور و پرو یافت می‌شود. زیستگاه طبیعی آن جنگل‌های کوهستانی نمناک نیمه‌گرمسیری یا گرمسیری است.

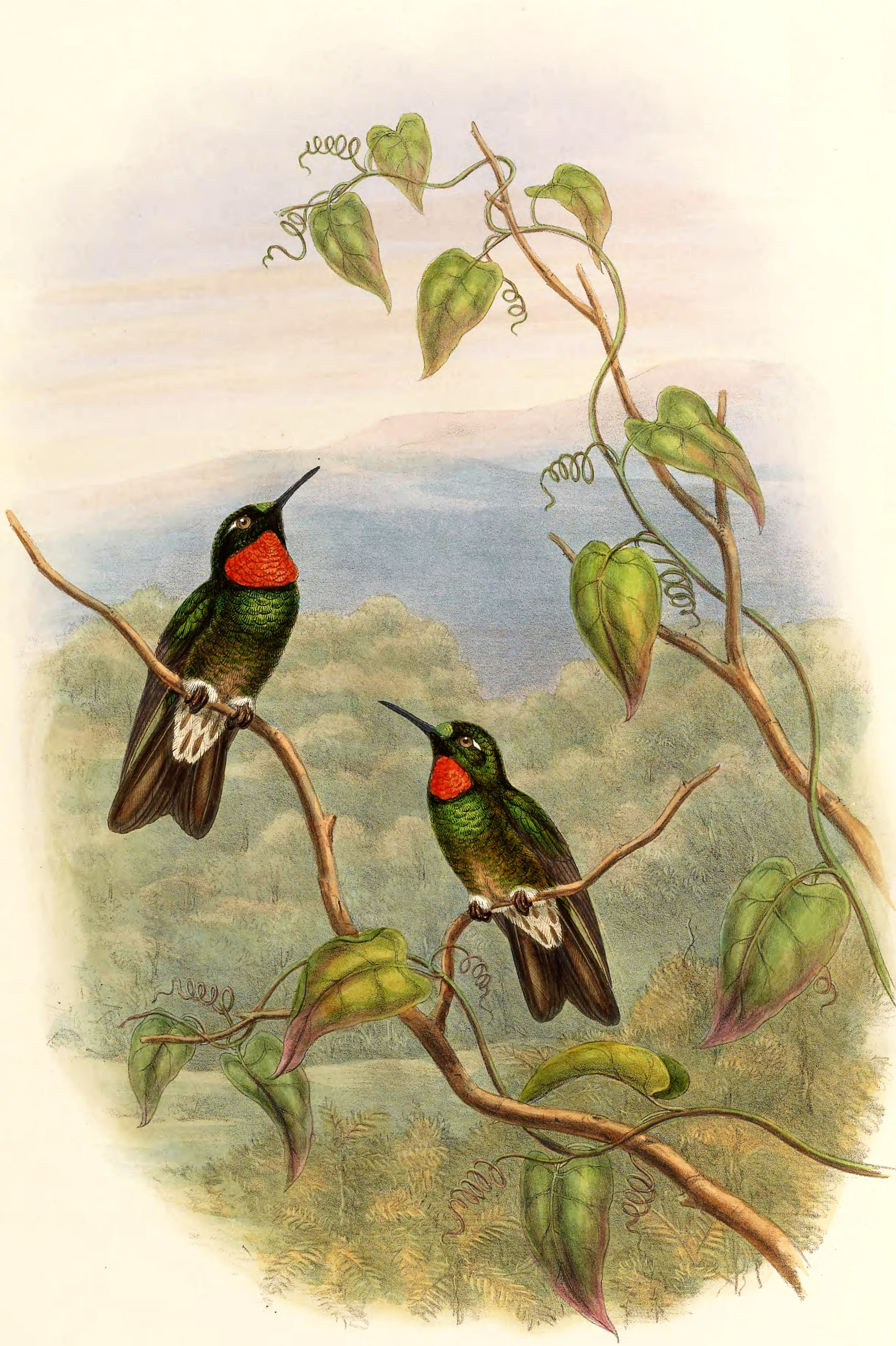
نگاره توسط جان گولد